# 阿聯酋通訊社
阿聯酋通訊社，简称阿通社（阿拉伯语：‎，羅馬化：Wakalat Anba'a al Emarat，縮寫：WAM）是阿拉伯聯合大公國的官方通訊社，總部位於首都阿布達比。

## 歷史及簡介
阿拉伯聯合大公國政府於1976年11月在首都阿布達比創立阿聯通訊社，隸屬於國家媒體理事會。1977年6月18日，開始播放阿拉伯語廣播，後於1978年12月開始播放英語廣播。
阿聯通訊社提供阿拉伯語和英語兩種語言的新聞網站，且在除阿布達比的總部外，於開羅、貝魯特、華盛頓、沙那、布魯塞爾和伊斯坦堡設有辦事處。阿聯通訊社也是海灣阿拉伯國家合作委員會新聞機構、阿拉伯通訊社聯合會、伊斯蘭通訊社聯盟、不結盟通訊社共同基金和亞洲－太平洋通訊社組織的成員。
通訊社與同是亞洲-太平洋通訊社組織的成員簽有合作及新聞交換協議。並自2012年以來，與土耳其的國家通訊社阿纳多卢通讯社保持密切合作。

## 外部連結
- 官方网站 （簡體中文）